# Gustav Bödcher
Gustav Bödcher (* 11. August 1836 in Warksow auf Rügen; † 16. August 1899 in Halberstadt) war ein deutscher Kommunalbeamter. 

## Leben
Als Sohn eines Rittergutspächters besuchte Bödcher das Pädagogium Putbus, an dem er 1856 das Abitur bestand. Er begann an der Universität Greifswald Rechtswissenschaft zu studieren und wurde 1857 im Corps Pomerania Greifswald recipiert. Zweimal als Senior ausgezeichnet, wechselte er als Inaktiver an die Friedrich-Wilhelms-Universität zu Berlin. 1859 wurde er Auskultator beim Stadtgericht Berlin. Nach der Assessorprüfung (1862) war er beim Kreisgericht Greifswald, später beim Kreisgericht und beim Appellationsgericht Naumburg. Er wechselte 1868 von der Rechtspflege in die innere Verwaltung des Königreichs Preußen und wurde Stadtsyndikus in Landsberg (Warthe). Seit 1872 Erster Bürgermeister von Königshütte (Oberschlesien), wurde er 1875 zum Oberbürgermeister von Halberstadt gewählt. Er wurde am 14. Oktober 1875 in sein Amt eingeführt und später zweimal wiedergewählt. In seiner Amtszeit schied Halberstadt aus dem Kreis Halberstadt aus. Von 1876 bis zu seinem Tod saß er im  Preußischen Herrenhaus. Kurz nach seinem 63. Geburtstag im Amt gestorben, wurde er auf dem städtischen Friedhof in Halberstadt beigesetzt.